# Градижский район
Градижский район (укр. Градизький район) — район, существовавший в Кременчугском округе, Харьковской и Полтавской областях Украинской ССР в 1923—1962 годах. Центр — село (с 1957 года — пгт) Градижск.

## История
Градижский район был образован в 1923 года в составе Кременчугского округа Полтавской губернии УССР (с 1925 года, после упразднения губерний, Кременчугский округ находился в прямом подчинении УССР). В состав района вошли территории бывших Градижской и Мозолеевской волостей Кременчугского уезда.
15 сентября 1930 года в связи с упразднением округов Градижский район перешёл в прямое подчинение УССР.
27 февраля 1932 года Градижский район был отнесён к Харьковской области. 22 сентября 1937 года он был передан в новую Полтавскую область.
К 1 сентября 1946 года район включал 31 сельсовет: Броварковский, Бугаевский, Веремеевский, Власовский, Галицкий, Градижский, Городский, Гусинский, Жовнинский, Кагамлыцкий, Кирияковский, Клещинский, Кулешовский, Лебеховский, Липовский, Максимовский, Матвеевский, Мозолеевский, Морозовский, Недогарковский, Петрашовский, Пронозовский, Пухальщинский, Рактино-Доновский, Святиловский, Сергеевский, Старобуваховский, Тимченовский, Чигирнско-Добровский, Шушваловский и Ялинский.
30 декабря 1962 года Градижский район был упразднён, а его территория передана в Глобинский район (кроме одного сельсовета, переданного в Кременчугский район).

## Население
По данным переписи 1939 года, в Градижском районе проживало 68 652 чел., в том числе украинцы — 94,5 %, русские — 4,2 %. По данным переписи 1959 года, в Градижском районе проживало 50 221 чел..